# Jesus to a Child
"Jesus to a Child" là một bài hát của nghệ sĩ thu âm người Anh quốc George Michael nằm trong album phòng thu đơn ca thứ ba của ông, Older (1996). Nó được phát hành vào ngày 8 tháng 1 năm 1996 như là đĩa đơn đầu tiên trích từ album bởi Virgin Records. "Jesus to a Child" được viết lời và sản xuất bởi Michael với nội dung tưởng nhớ đến người tình của ông Anselmo Feleppa, người đã qua đời ba năm trước đó bởi di chứng của AIDS, đã gây nên nhiều sự hoài nghi về giới tính của nam ca sĩ lúc bấy giờ, một điều ông sẽ thừa nhận vào năm 1998. Bài hát được sáng tác với giai điệu và phong cách phối khí từ thể loại bossa nova của Brazil, nhằm thể hiện sự tri ân đến quê hương của Feleppa.
Sau khi phát hành, "Jesus to a Child" nhận được những phản ứng tích cực từ các nhà phê bình âm nhạc, trong đó họ đánh giá cao nội dung lời bài hát cũng như quá trình sản xuất của nó. Bài hát cũng gặt hái những thành công vượt trội về mặt thương mại, đứng đầu các bảng xếp hạng ở Úc, Phần Lan, Ireland, Na Uy, Tây Ban Nha và Vương quốc Anh, và lọt vào top 10 ở hầu hết những quốc gia nó xuất hiện, bao gồm vươn đến top 5 ở nhiều thị trường lớn như Bỉ, Đan Mạch, Ý, Hà Lan, New Zealand, Thụy Điển và Thụy Sĩ. Tại Hoa Kỳ, nó ra mắt và đạt vị trí thứ bảy trên bảng xếp hạng Billboard Hot 100, trở thành đĩa đơn thứ 14 trong sự nghiệp của Michael lọt vào top 10 tại đây, và giúp ông trở thành nghệ sĩ Anh quốc đầu tiên sau 25 năm có một đĩa đơn vươn đến top 10 trong tuần đầu.
Video ca nhạc cho "Jesus to a Child" được đạo diễn bởi Howard Greenhalgh, và là video đầu tiên có sự xuất hiện của Michael kể từ video cho đĩa đơn năm 1988 "Kissing a Fool", trong đó bao gồm những cảnh ông trình diễn bài hát ở một căn phòng tối, bên cạnh những hình ảnh trừu tượng xuất hiện xuyên suốt video. Trước khi được phát hành làm đĩa đơn, Michael đã trình diễn nó lần đầu tiên tại giải Âm nhạc châu Âu của MTV năm 1994. Ngoài ra, "Jesus to a Child" còn được thể hiện trên nhiều chương trình truyền hình và lễ trao giải lớn, như Top of the Pops và trong chuyến lưu diễn 25 Live (2006-07). Bài hát cũng xuất hiện trong nhiều album tuyển tập của Michael, bao gồm Ladies & Gentlemen: The Best of George Michael (1998) và Twenty Five (2006).

## Danh sách bài hát
Đĩa CD tại châu Âu
1. "Jesus to a Child" – 6:50
2. "One More Try" (bản phúc âm trực tiếp) – 5:21

Đĩa CD #1 tại Anh quốc
1. "Jesus to a Child" – 6:50
2. "One More Try" (bản phúc âm trực tiếp) – 5:21
3. "Older" (không lời) – 5:18

Đĩa CD #2 tại Anh quốc
1. "Jesus to a Child" – 6:50
2. "Freedom '94" (bản trực tiếp) – 6:04
3. "One More Try" (bản phúc âm trực tiếp) – 5:21
4. "Older" (không lời) – 5:18

## Xếp hạng
| Bảng xếp hạng (1996)                     | Vị trí cao nhất |
| ---------------------------------------- | --------------- |
| Úc (ARIA)                                | 1               |
| Áo (Ö3 Austria Top 40)                   | 11              |
| Bỉ (Ultratop 50 Flanders)                | 3               |
| Bỉ (Ultratop 50 Wallonia)                | 2               |
| Canada (RPM)                             | 10              |
| Canada Adult Contemporary (RPM)          | 1               |
| Đan Mạch (Tracklisten)                   | 4               |
| Châu Âu (European Hot 100 Singles)       | 2               |
| Phần Lan (Suomen virallinen lista)       | 1               |
| Pháp (SNEP)                              | 7               |
| Đức (Official German Charts)             | 12              |
| Ireland (IRMA)                           | 1               |
| Ý (FIMI)                                 | 2               |
| Hà Lan (Dutch Top 40)                    | 3               |
| Hà Lan (Single Top 100)                  | 2               |
| New Zealand (Recorded Music NZ)          | 5               |
| Na Uy (VG-lista)                         | 1               |
| Tây Ban Nha (AFYVE)                      | 1               |
| Thụy Điển (Sverigetopplistan)            | 2               |
| Thụy Sĩ (Schweizer Hitparade)            | 4               |
| Anh Quốc (OCC)                           | 1               |
| Hoa Kỳ Billboard Hot 100                 | 7               |
| Hoa Kỳ Adult Contemporary (Billboard)    | 5               |
| Hoa Kỳ Adult Pop Airplay (Billboard)     | 20              |
| Hoa Kỳ Hot R&B/Hip-Hop Songs (Billboard) | 22              |
| Hoa Kỳ Pop Airplay (Billboard)           | 20              |

| Bảng xếp hạng (1996)                 | Vị trí |
| ------------------------------------ | ------ |
| Australia (ARIA)                     | 90     |
| Belgium (Ultratop 50 Flanders)       | 49     |
| Belgium (Ultratop 50 Wallonia)       | 12     |
| Canada (RPM)                         | 71     |
| Canada Adult Contemporary (RPM)      | 10     |
| Europe (European Hot 100 Singles)    | 11     |
| Finland (Suomen virallinen lista)    | 18     |
| France (SNEP)                        | 58     |
| Germany (Official German Charts)     | 89     |
| Italy (FIMI)                         | 9      |
| Japan (Tokyo Hot 100)                | 95     |
| Netherlands (Dutch Top 40)           | 87     |
| Netherlands (Single Top 100)         | 60     |
| Norway Winter Period (VG-lista)      | 5      |
| Sweden (Sverigetopplistan)           | 51     |
| Switzerland (Schweizer Hitparade)    | 27     |
| UK Singles (Official Charts Company) | 38     |

## Chứng nhận
| Quốc gia                                                                           | Chứng nhận | Số đơn vị/doanh số chứng nhận |
| ---------------------------------------------------------------------------------- | ---------- | ----------------------------- |
| Pháp (SNEP)                                                                        | Vàng       | 250.000*                      |
| New Zealand (RMNZ)                                                                 | Vàng       | 5.000*                        |
| Na Uy (IFPI)                                                                       | Vàng       | 0*                            |
| Tây Ban Nha (PROMUSICAE)                                                           | Vàng       | 25.000^                       |
| Anh Quốc (BPI)                                                                     | Bạc        | 200.000^                      |
| Hoa Kỳ (RIAA)                                                                      | Vàng       | 500.000^                      |
| * Chứng nhận dựa theo doanh số tiêu thụ. ^ Chứng nhận dựa theo doanh số nhập hàng. |            |                               |